# Patrick Oberegger
Patrick Oberegger (* 31. Juli 1978) ist ein früherer italienischer Biathlet und heutiger Biathlontrainer. Ab Ende der 2000er-Jahre betreute er zunächst das italienische Weltcupteam, bis er 2018 zu den norwegischen Biathlonfrauen um die Weltmeisterinnen Marte Olsbu Røiseland und Tiril Eckhoff wechselte. 

## Werdegang
Oberegger stammt aus dem Südtiroler Biathlonzentrum Antholz und kam früh mit der Sportart in Kontakt. Bei den Juniorenweltmeisterschaften 1998 gewann er im Mannschaftswettbewerb eine Bronzemedaille. Über die Sportgruppe des italienischen Heeres stieg er zwischenzeitlich in die Nationalmannschaft auf und bestritt im Winter 2001/02 einige Rennen im Weltcup, die er fernab der vorderen Ränge beendete. In den folgenden Jahren startete er im Europacup, wo sein bestes Einzelergebnis ein neunter Rang war. Er verpasste die Qualifikation für die Olympischen Winterspiele 2006 in Turin und beendete seine aktive Laufbahn mit Ende zwanzig.
Nach seinem Karriereende sammelte Oberegger erste Erfahrungen als Trainer in der Militärsportgruppe, übernahm dann verschiedene Aufgaben im Betreuerstab des italienischen Verbandes und absolvierte eine Trainerausbildung. Ab Ende der 2000er-Jahre war er für den italienischen Weltcupkader zuständig, den er über längere Zeit gemeinsam mit Andreas Zingerle und Patrick Favre betreute. Seine Schützlinge um Lukas Hofer und Dorothea Wierer gewannen 2014 olympisches Bronze mit der Mixed-Staffel – zuvor war der italienische Biathlonverband seit 1988 ohne Olympiamedaille geblieben. Wierer gehörte ab dem Winter 2015/16 regelmäßig zu den ersten fünf Athletinnen des Gesamtweltcups, bei Olympia 2018 in Pyeongchang gewannen die Mixed-Staffel und Dominik Windisch im Sprint zwei weitere olympische Bronzemedaillen. In den Weltcup-Nationenwertungen 2017/18 platzierten sich die italienischen Frauen auf Position drei hinter Deutschland und Frankreich, die italienischen Männer belegten den fünften Rang. Als Erfolgsfaktoren nannte Oberegger 2017 unter anderem eine „positive mannschaftsinterne Rivalität“, die gute Atmosphäre im Team sowie intensives Sommertraining.
Zur Saison 2018/19 wechselte Oberegger als Cheftrainer zum als „talentiert[…], aber manchmal unbeständig[…]“ eingeschätzten norwegischen Biathlon-Frauenteam, wo er Stian Eckhoff ablöste. Binnen kurzer Zeit stellten sich Erfolge ein: 2019/20 gewannen die Norwegerinnen sämtliche Staffelrennen und mit Tiril Eckhoff, Marte Olsbu Røiseland sowie Ingrid Landmark Tandrevold zählten drei Athletinnen zu den besten sieben des Gesamtweltcups. Im darauffolgenden Winter 2020/21 entschied Eckhoff (vor Olsbu Røiseland) das Weltcup-Gesamtklassement für sich. Sie betonte die Verdienste Obereggers, der ihr Selbstvertrauen gestärkt und zur Steigerung ihrer Trefferquoten beigetragen habe.